# Диния назараты
Диния назараты (тат. Диния нәзараты, буквально «министерство веры») — министерство по делам религии правительства (Милли Идарэ) Национально-культурной автономии мусульман тюрко-татар Внутренней России и Сибири, созданное в 1917 году. С 1920 года вошло в Центральное духовное управления мусульман (ЦДУМ), просуществовавшего до 1946 года.

## История
Диния назараты было создано на II Всероссийском мусульманском съезде 22 июля 1917 года, проходившем в Казани. Его председателем стал муфтий Галимджан Баруди. Оно стало преемником Оренбургского магометанского духовного собрания (ОМДС) и сохранило контроль в сфере назначения духовенства, строительства мечетей, создания духовных учебных заведений и их программы, в вопросах брака (никах), развода (талак), раздела имущества (мирас).
12 апреля 1918 года было издано решение о роспуске Милли Идарэ, которое подписали нарком по делам национальностей РСФСР И. Сталин и глава Мусульманского комиссариата при Наркомнаце РСФСР М. Вахитов. В нём было особо отмечено сохранение Духовного управления, но «с условием невмешательства в политические дела». В ответ 25 апреля 1918 года от имени Диния Назараты Г. Баруди и казыи подписали возмущённое воззвание, где они предупреждали авторов этого решения об ответственности перед божьей карой, судом нации и истории.
В июне 1918 года от имени Диния Назараты Г. Баруди и казыи подписали поздравление в связи с избавлением Уфы от власти большевиков. В августе 1918 года Г. Баруди отбыл в Петропавловск и позднее присоединился к членам Милли Идарэ в изгнании. Заместитель муфтия Р. Фахретдин не покинул Уфу и Диния Назараты продолжило существование.
После победы Красной армии в округе Диния Назараты 16—25 сентября 1920 года в Уфе под председательством муфтия Г. Баруди прошел I Всероссийский съезд мусульманского духовенства (улемов), на котором было создано Центральное духовное управление мусульман (ЦДУМ) как религиозное управление мусульман Европейской России, Сибири и Казахстана. Диния Назараты фактически трансформировался в ЦДУМ, сохранив кадровый состав своей коллегии. Структура ЦДУМ была трёхступенчатой: высшая (Диния Назараты — в составе председателя — муфтия и шести членов — казыев); средняя (мухтасибат) — из трех человек во главе с мухтасибом; нижняя (мутаваллиат) — из муллы, муэдзина и секретаря-казначея при каждой мечети.